# 자스타바 M91
자스타바 M91은 1992년 세르비아에서 개발한 저격 소총이다.